# Бойл, Чарльз, 4-й граф Оррери
Чарльз Бойл, 4-й граф Оррери (англ. Charles Boyle, 4th Earl of Orrery; 28 июля 1674[…], Челси, Лондон — 28 августа 1731[…], Лондон) — английский дворянин, государственный деятель и покровитель наук.

## Ранняя жизнь
Родился 28 июля 1674 года в Литтл-Челси (Лондон). Второй сын Роджера Бойла, 2-го графа Оррери (1646—1682), и его жены леди Мэри Сэквилл (1647—1710), дочери Ричарда Сэквилла, 5-го графа Дорсета. Он получил в школе Святого Павла в Лондоне. В июне 1690 года он поступил в колледж Крайст-черч Оксфордского университета, который окончил в 1694 году со степенью бакалавра искусств.

## Карьера
Как и первый граф Оррери, Чарльз Бойл был писателем, военным и государственным деятелем. Он перевел «жизнеописание Лисандра» Плутарха и опубликовал издание «посланий Фалариса», которое вовлекло его в знаменитую полемику с критиком Ричардом Бентли .
Чарльз Бойл был членом ирландского парламента от Шарлевиля в 1695—1699 годах. Он трижды избирался депутатом Палаты общин Великобритании от города Хантингдона (1701—1705).

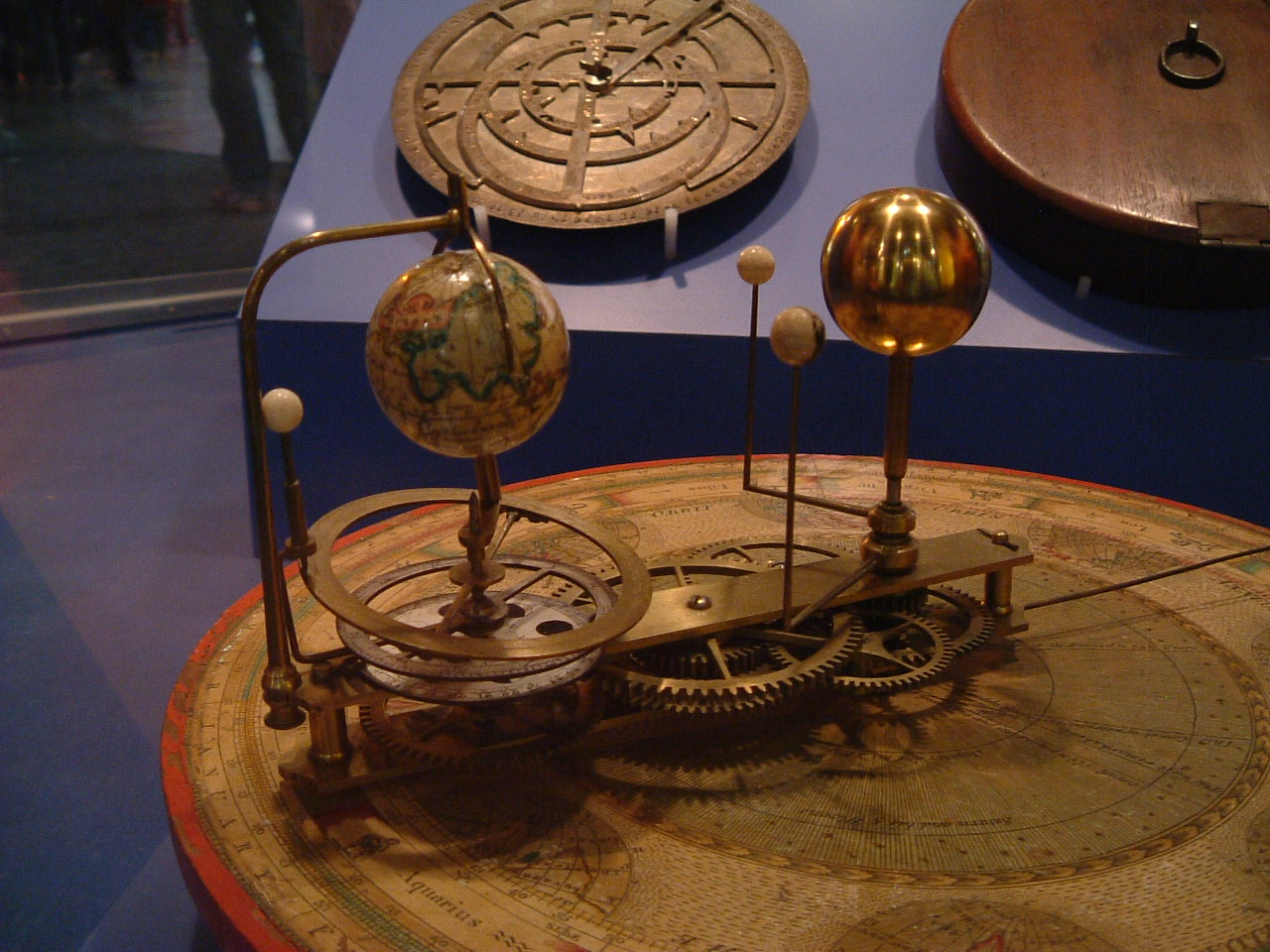
Оррери, модель Солнечной системы, названная в честь 4-го графа Оррери,

24 августа 1703 года после смерти своего старшего брата Лайонела Бойла, 3-го графа Оррери (1671—1703), Чарльз Бойл унаследовал титул 4-го графа Оррери.
Чарльз Бойл поступил в английскую королевскую армию, в 1704—1710 годах — полковник пехотного полка. Участвовал в битве при Мальплаке в 1709 году. 1 января 1708/1709 года Чарльз Бойл получил чин бригадного генерала. 17 августа 1710 года был произведен в генерал-майоры. В 1710—1716 годах — полковник северных британских фузилеров (21-го пехотного полка). 9 февраля 1710/1711 года Чарльз Бойл стал членом Тайного совета Великобритании. Он был включен в Орден Чертополоха и назначен посланником королевы Анны в Брабант и Фландрию; и, выполнив это поручение со знанием дела, он 5 сентября 1711 года получил титул пэра Англии, став бароном Бойлем из Марстона в графстве Сомерсет. Он унаследовал поместье в 1714 году. Лорд королевской опочивальни в 1714—1716 годах.
Чарльз Бойл стал членом Королевского общества в 1706 году. В 1713 году под патронажем Бойла часовщик Джордж Грэм создал первую механическую модель Солнечной системы, которая могла бы продемонстрировать пропорциональное движение планет вокруг Солнца. Устройство было названо Оррери в честь графа.
С 1714 по 1715 год Чарльз Бойл занимал должность лорда-лейтенанта графства Сомерсет.
Чарльз Бойл получил ещё несколько наград в правление короля Георга I, но, к несчастью, попав под подозрение правительства за участие в заговоре якобитов Аттербери, в 1722 году он был заключен в Тауэр, где пробыл шесть месяцев, а затем в марте 1723 года отпущен под залог. После последующего расследования он был уволен.
Чарльз Бойл написал комедию «As You Find It», напечатанную в 1703 году и позднее опубликованную вместе с пьесами первого графа Оррери.
В 1728 году он числился одним из подписчиков «Циклопедии Эфраима Чеймберса».

## Поздняя жизнь
Чарльз Бойл, 4-й граф Оррери, скончался в своем доме в Вестминстере 28 августа 1731 года в возрасте 58 лет. Он был похоронен в Вестминстерском аббатстве. Он завещал свою личную библиотеку и коллекцию научных инструментов библиотеке колледжа Крайст-черч. Инструменты теперь выставлены в Музее истории науки в Оксфорде.

## Семья
30 марта 1706 года в Берли-хаусе, графство Линкольншир, Чарльз Бойл женился на леди Элизабет Сесил (1687 — 12 июня 1708), младшей дочери Джона Сесила, 5-го графа Эксетера (ок. 1648—1700), и леди Энн Кавендиш (ок. 1649—1704). У супругов был единственный сын:
- Джон Бойл, 5-й граф Оррери, 5-й граф Корк (13 января 1707 — 16 ноября 1762). В 1753 году после смерти своего родственника, Ричарда Бойла, 3-го графа Бёрлингтона и 4-го графа Корка (1694—1753), не имевшего сыновей, Джон Бойл, 5-й граф Оррери, унаследовал титул 5-го графа Корка, объединив, таким образом, два графских титула.